# Росинский, Дмитрий Афанасьевич
Дмитрий Афанасьевич Росинский (14 марта 1927, с. Гербино, Балтский район, Молдавская АССР, Украинская ССР, СССР — 24 января 2010, с. Гурьяновка Есильский район, Северо-Казахстанская область, Казахстан) — бригадир комплексной бригады совхоза «Заречный» Ленинского района Северо-Казахстанской области, Казахская ССР. Герой Социалистического Труда (1973). Заслуженный мастер земледелия Казахской ССР.

## Биография
Родился 14 марта 1927 года в крестьянской семье в селе Гербино (ныне — Балтский район, Одесская область, Украина).
В 1939 году вместе с родителями переехал в село Гурьяновка Ленинского района Северо-Казахстанской области. С 1942 года — прицепщик колхоза «Зелёная Роща» в селе Гурьяновка. Окончив курсы механизации, работал с 1943 года трактористом в этом же колхозе.
В 1953 году окончил сельскохозяйственное училище в Кызылжаре. С 1953 года возглавлял бригаду трактористов, с 1971 года — бригадир комплексной бригады совхоза «Заречный» Ленинского района.
Досрочно выполнил задания семилетки (1959—1965) и собственные социалистические обязательства. Указом Президиума Верховного Совета СССР от 10 декабря 1973 года за увеличение производства и продажи государству зерна удостоен звания Героя Социалистического Труда с вручением ордена Ленина и золотой медали «Серп и Молот».
Позднее трудился управляющим отделением в совхозе «Заречный».
С 1992 года, будучи пенсионером, возглавлял крестьянское хозяйство «Колос» в селе Гурьяновка Есильского района.
Скончался 24 января 2010 года, похоронен на Новом православном кладбище Петропавловска.

## Награды
- Орден Ленина — дважды
- Орден Трудового Красного Знамени
- Орден Октябрьской Революции
- Заслуженный работник сельского хозяйства Казахской ССР